# Macaire (Unternehmerfamilie)

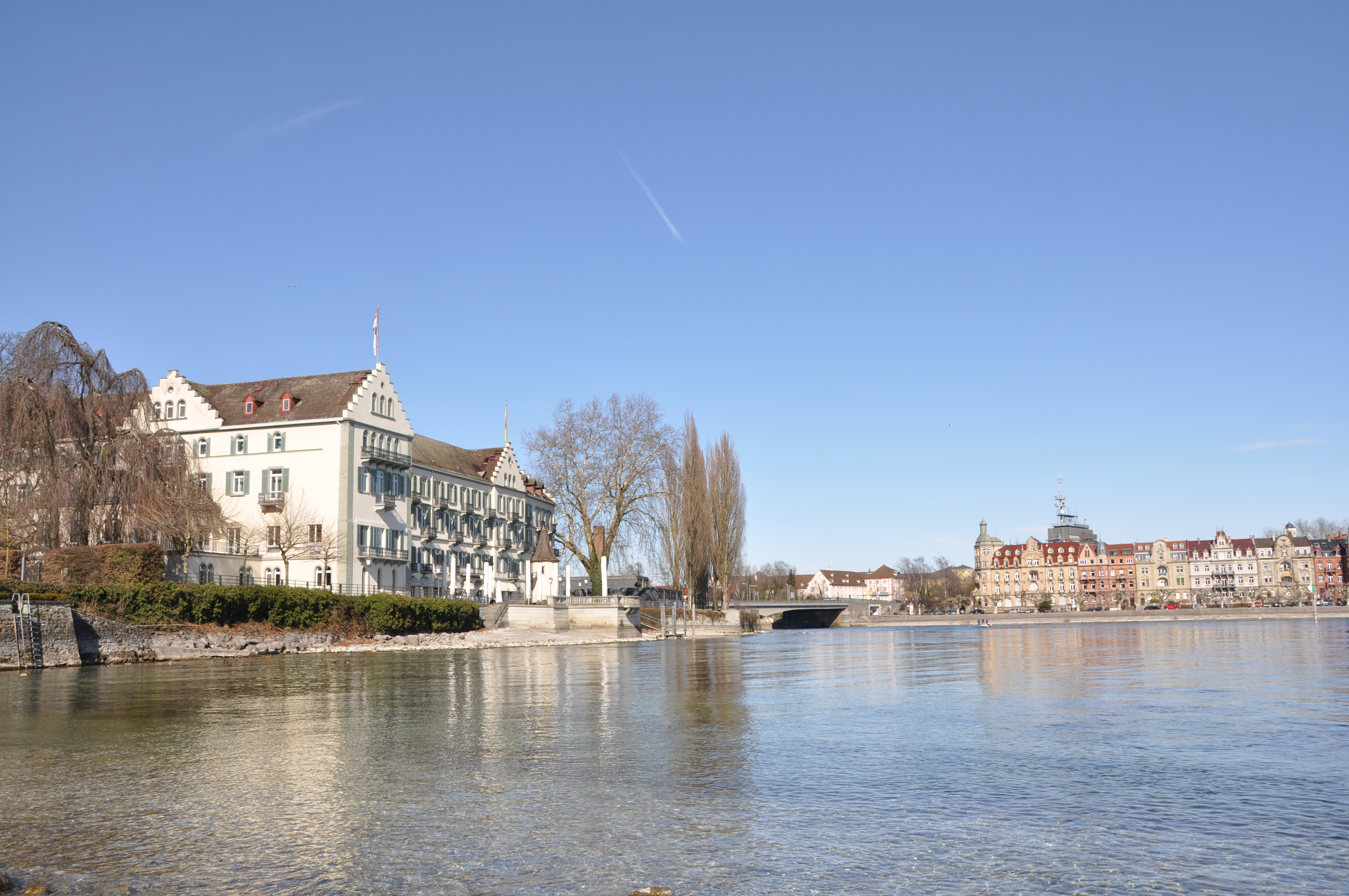
Ehemaliges Klostergebäude auf der „Dominikanerinsel“, früher auch „Genferinsel“ oder „Macair’sche Insel“ genannt (links im Bild)

Macaire war der Familienname einer hugenottischen Unternehmer- und Bankiersfamilie, die ursprünglich aus Pont-en-Royans (Dauphiné) in Frankreich stammte. Nachdem Jacques Louis Macaire de L’Or 1785 aus Genf nach Konstanz übergesiedelt war, richtete dieser auf der Konstanzer „Dominikanerinsel“ eine Indienne-Manufaktur mit Indigo-Färberei ein. Mit diesem Textilunternehmen legte er den Grundstein für den wichtigsten Konstanzer Industriezweig des 19. und 20. Jahrhunderts. Außerdem gründete er die erste Konstanzer Bank, die sich unter der Führung von drei Generationen der Familie Macaire zu einem der führenden Bank- und Handelshäuser im Bodenseeraum entwickelte. Mitte des 19. Jahrhunderts gelangten diese Unternehmen durch Heirat bzw. Erbschaft in den Besitz der Grafen von Zeppelin.

## Familiärer Hintergrund
Die Familie Macaire gehörte den Hugenotten an und stammte ursprünglich aus Pont-en-Royans (Dauphiné) in Frankreich. Mehrere Familienmitglieder flüchteten gegen Ende des 17. Jahrhunderts nach Genf und ließen sich dort nieder.
Élie Macaire (1664–1723) und sein Neffe Antoine Odier, der Sohn von Élies Schwester Suzanne, erhielten 1714 das Bürgerrecht der Stadt Genf. Nur Léonard (1673–1718), der wie Élie ein Urenkel von François war, setzte die Linie fort, und zwar über seinen Sohn Jean-Jacques-René (1707–1763). Dieser wurde 1732 in Genf eingebürgert und war der erste von mehreren Chirurgen, die im 18. Jahrhundert aus der Familie Macaire hervorgingen. Sein Sohn, Jean-Jacques-Louis (1740–1824), Indienne-Drucker und Bankier in Genf, zog 1785 nach Konstanz.

## Erste Generation: Jacques Louis Macaire de L’Or

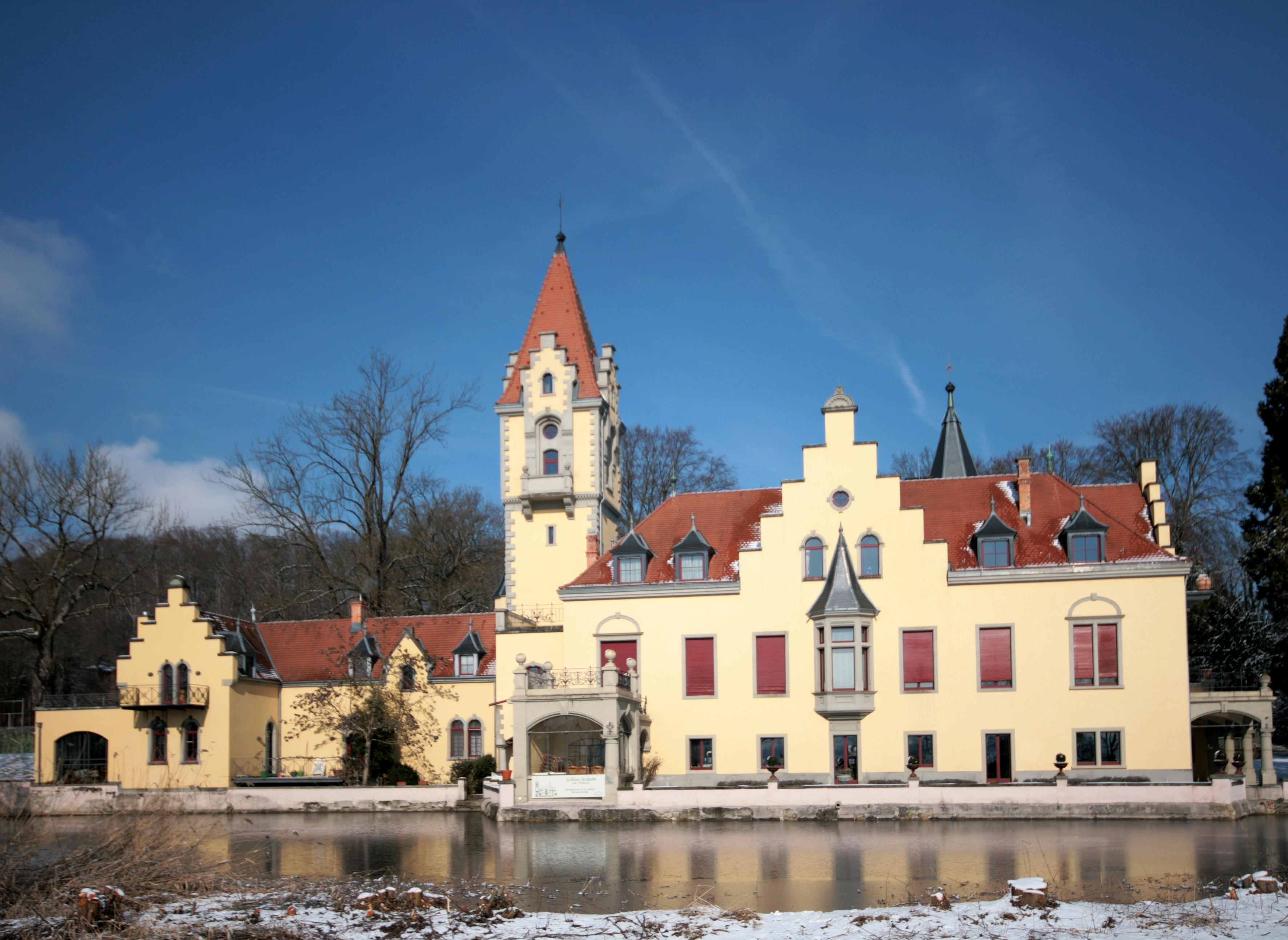
Schloss Seeheim

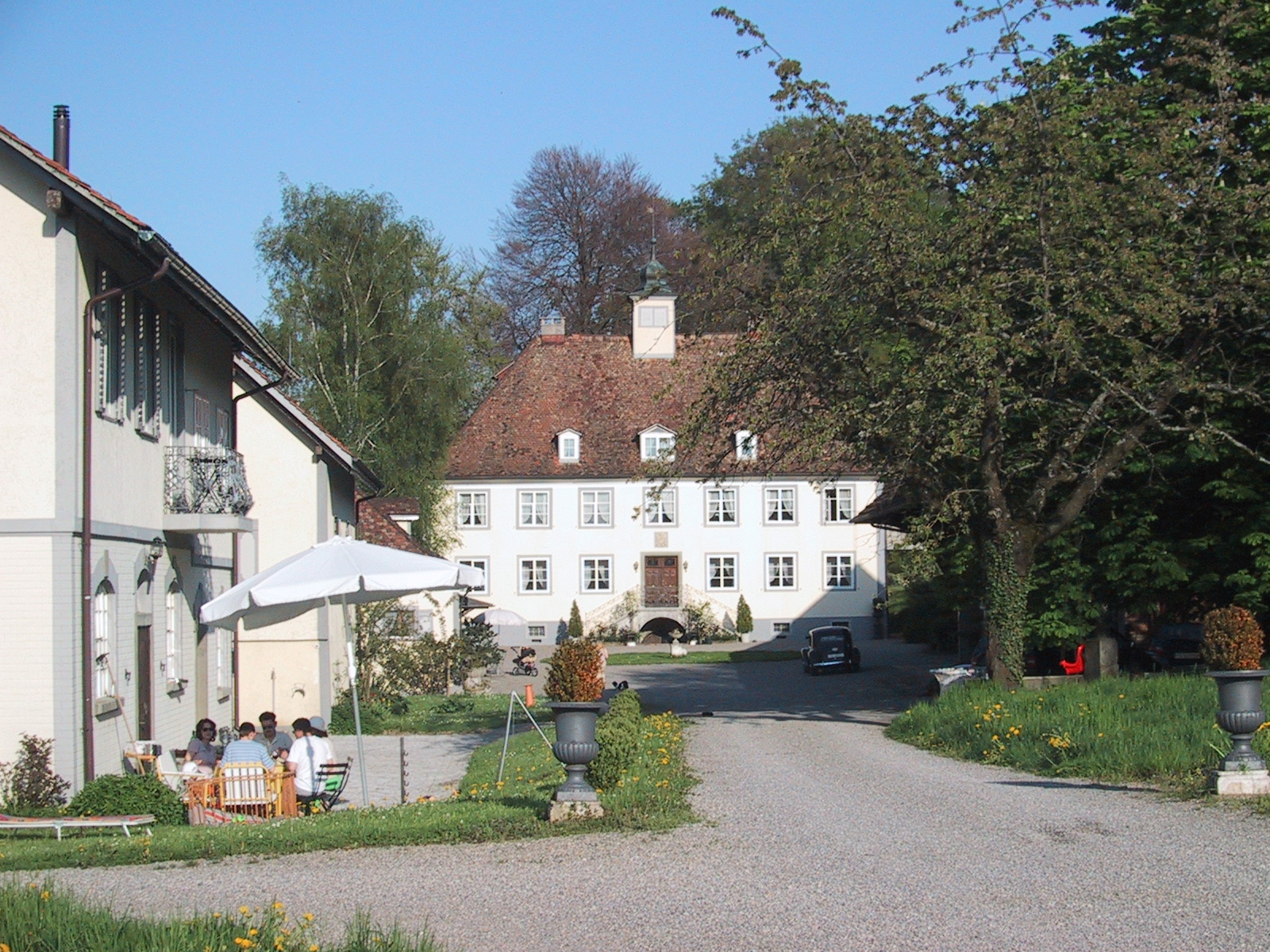
Schloss Girsberg

Jean-Jacques Louis (Johann-Jakob Ludwig) Macaire de L’Or (1740–1824) war ein Genfer Bankier, Kaufmann und Fabrikant, der 1785 nach Konstanz übersiedelte. Die Macaire und seine Familie gehörten einer Gruppe von 270 Genfern an, die wegen der vorrevolutionären politischen Wirren aus Genf nach Konstanz geflohen waren. Bereits bei den Verhandlungen mit der vorderösterreichischen Regierung über eine Ansiedlung der Genfer Flüchtlinge in Konstanz im Herbst 1784 war Macaire in führender Position dabei gewesen und wurde das erste eingeschriebene Mitglied der neuen Genfer Kolonie in Konstanz.
Schon am 30. Juni 1785, noch vor Schließung des Klosters, überließ Kaiser Joseph II. Jacques Louis Macaire die Dominikanerinsel mit den darauf befindlichen Gebäuden gegen Zahlung einer geringen jährlichen Pacht von 25 Gulden zur Einrichtung einer Indienne-Manufaktur mit Indigo-Färberei. Daher wurde die Dominikanerinsel später auch Genferinsel oder Macair’sche Insel genannt. In seiner aus Genf überführten Manufaktur ließ Macaire gebleichte Baumwollstoffe maschinell mit Mustern bedrucken und verkaufte diese Produkte unter der Bezeichnung „Indienne“. Er beschäftigte neben mitgebrachten Fachkräften auch ungelernte Konstanzer Arbeiter und mehrere Lehrlinge. 1788 zählte Macaire bereits 81 Menschen zu seinem Betrieb. Sein Textilunternehmen bildete den Grundstein für den wichtigsten Konstanzer Industriezweig des 19. und 20. Jahrhunderts.
Jacques Louis Macaire de L’Or hatte in den Anfangsjahren aber auch mit vielen Schwierigkeiten zu kämpfen. Die für seine Manufaktur benötigten Tücher musste er zunächst von seinen alten Schweizer Zulieferern beziehen. Ein Netz von Spinnern und Webern aus der Konstanzer Umgebung musste erst noch aufgebaut werden. In den ersten Jahren kämpfte Macaire zudem mit Absatzproblemen. In die inneren österreichischen Erblande durfte er nicht exportieren und in Vorderösterreich war die englische und Schweizer Konkurrenz marktbeherrschend. Zudem verhängte Frankreich 1785 ein Einfuhrverbot für Textilwaren. Die Gründung von zwei Konkurrenzunternehmen, „Hirn & Vogel“ und „Schlumberger“, in Konstanz verschlimmerten die Lage weiter. Eine Besserung trat erst wieder ein, nachdem sich 1797 auf Vorschlag Macaires die drei Konstanzer Baumwolldruckereien vertraglich zu einer Produktions- und Absatzgemeinschaft zusammengeschlossen hatten.
Neben seinem Textilunternehmen gründete Jacques Louis Macaire 1786 im damaligen Konstanz die erste Bank. Diese betrieb ihre Geschäfte in der Rechtsform einer Kommanditgesellschaft („Bankkommandite“). An diesem Bankhaus war Eugène de Beauharnais, Stief- und Adoptivkind von Napoleon Bonaparte, schon während seiner Zeit als Vizekönig von Italien (1805–1814) als Kommanditist beteiligt. Zu den Kunden dieses Instituts zählten unter anderen Eugènes Schwester Hortense de Beauharnais, Königin von Holland und Mutter des Kaisers Napoleon III., und deren Cousine Stéphanie de Beauharnais, Großherzogin von Baden. Als Treuhänder für Hortense de Beauharnais erwarb Jacques Louis Macaire 1816 das Anwesen Seeheim auf einer Auktion von Großherzog Leopold von Baden für 6080 Gulden zuzüglich Gebühren. Erst 1822 ging das Schloss Seeheim offiziell vom Bankier Macaire in den Besitz von Hortense über.
Bereits 1803 hatte Jacques Louis auf einer Auktion Friedrich II., des späteren ersten Königs von Württemberg, das Schloss Girsberg samt Mobiliar für 26.000 Gulden ersteigert und es im folgenden Jahr an Salomon Högger in Bischofszell verpachtet.
Jacques Louis Macaire de L’Or liegt auf dem Friedhof von Tägerwilen begraben. Sein Epitaph steht heute noch außen an der nördlichen Wand der evangelischen Kirche von Tägerwilen. Nach Jacques Louis Macaire de L’Or ist die Macairestrasse in Konstanz benannt.

## Zweite Generation

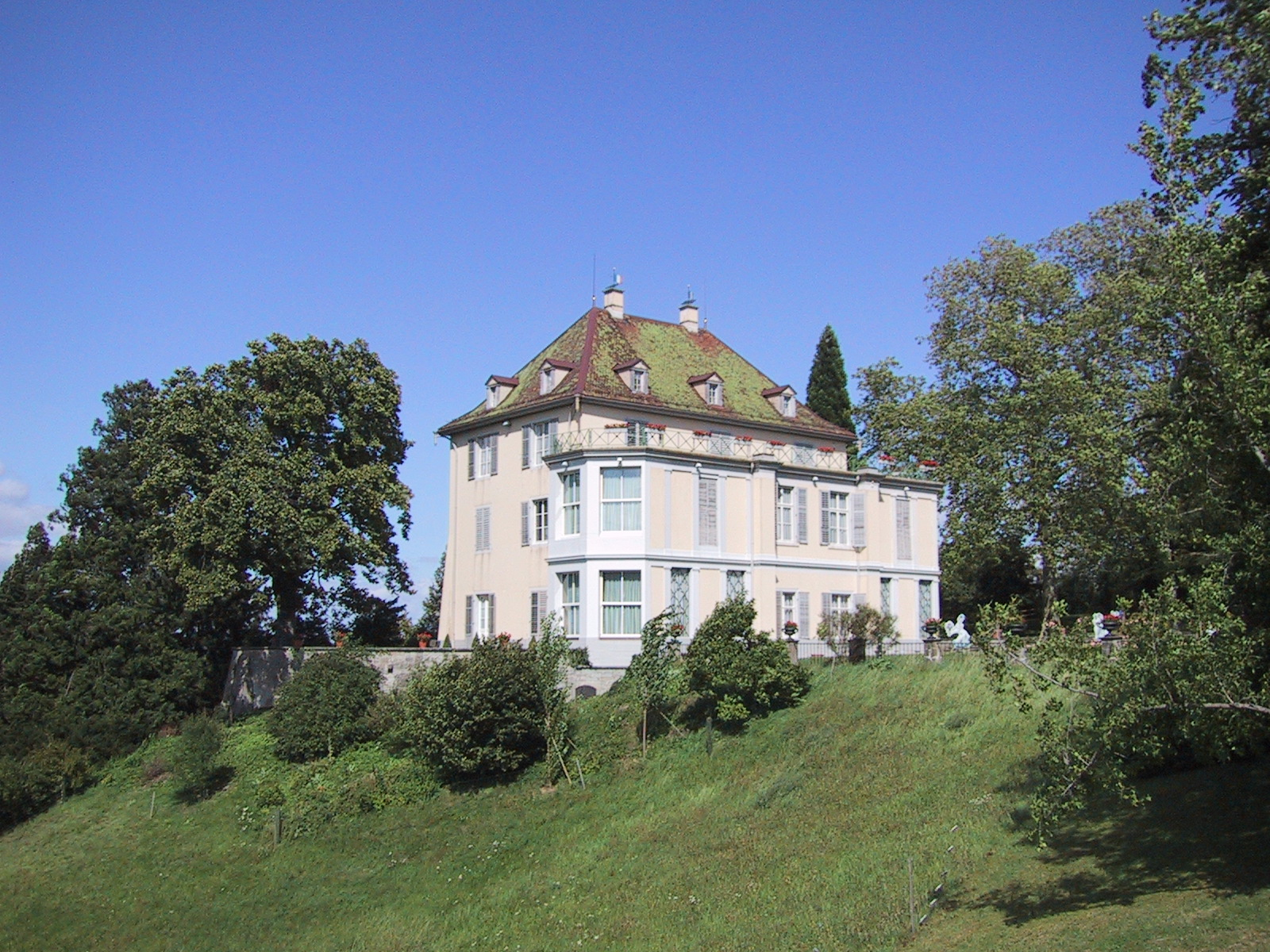
Schloss Arenenberg

David und Kaspar Macaire, die Söhne von Jacques Louis Macaire de L’Or und Marguerite de L’Or (1749–1782), konnten die ganze Insel mit allen Gebäuden am 29. August 1813 vom badischen Religionsfonds für 6500 Gulden erwerben. Sie betrieben die Indienne-Manufaktur und Indigo-Färberei des Vaters unter dem Namen Macaires frères nach 1810 weiter. Die beiden Brüder arbeiteten nach dem Verlagssystem, d. h. sie ließen im Konstanzer Umland von Webern und Spinnern in Heimarbeit Baumwollstoffe herstellen, färbten und bedruckten diese Textilien in ihrer Fabrik und verkauften sie dann auf den internationalen Märkten.

### David Macaire d’Hogguèr
David Macaire d’Hogguèr (1774–1845) war Fabrikant (Indienne-Manufaktur mit Indigo-Färberei) und Bankier. Er heiratete 1813 in Gottlieben (Kanton Thurgau, Schweiz) Claudine Henriette Coralie d’Hogguèr (1794–1847), die Tochter von Friedrich Heinrich Högger (1763–1831, Frédéric-Henri Baron d’Hogguèr, nachdem er in Paris geadelt worden war), Kommandant des 1. Schweizerregiments in königlich-französischen Diensten, und seiner Frau Henriette Madeleine, geborene Passavant (1773–1821).
David Macaire vermittelte 1817 zusammen mit dem Appenzeller Landammann Jacob Zellweger der damals in Konstanz im Exil weilenden vormaligen Königin Hortense de Beauharnais den Kauf des thurgauischen Schlosses Arenenberg für 30.000 Gulden. Außerdem war er einer der Gründungsaktionäre und Präsident der am 12. Juli 1830 in Konstanz ins Leben gerufenen „Dampfschifffahrtsgesellschaft für den Bodensee und Rhein Konstanz“ (heute Teil der „Bodensee-Schiffsbetriebe“) und wurde damit zum Mitbegründer der Bodensee-Dampfschifffahrt. Ab 1832 setzte sich David Macaire dann für den überfälligen Neubau des Konstanzer Hafens ein, welcher 1842 eröffnet wurde.
1824 erbte David Schloss Girsberg von seinem Vater und schenkte es 1840 seiner Tochter Amélie Macaire d’Hogguèr (1816–1852) und seinem Schwiegersohn Graf Friedrich von Zeppelin (1807–1886) anlässlich deren Hochzeit.

### Kaspar Macaire d’Hogguèr
Kaspar Ludwig (Gaspard-Louis) Macaire (1780–1847) war Fabrikant (Indienne-Manufaktur mit Indigo-Färberei) und Sammler von Schmetterlingen, Käfern und Mineralien. Er blieb zeitlebens unverheiratet. Nach seinem Tod erbte die Sammlung sein Neffe, Graf Ferdinand von Zeppelin (1838–1917). Letzterer inventarisierte die Sammlung auf Schloss Girsberg neu und vergrösserte ihren Bestand. 1872 übergab er erst die Insektensammlung und 1874 auch die Mineraliensammlung an das „Rosgartenmuseum“ von Konstanz.

## Dritte Generation
Sohn und Töchter von David Macaire d’Hogguèr und der aus St. Gallen stammenden Freiin Claudine Henriette Coralie d’Hogguèr (1794–1847) waren:

### Moritz Macaire d’Hogguèr
Kaspar Heinrich Moritz (Gaspard Henri Maurice) Macaire (1815–1867) war Fabrikant und Bankier. Er führte die von seinem Großvater Jacques Louis Macaire de L’Or gegründete Indienne-Fabrik und Indigo-Färberei weiter, auch wenn mit der Entdeckung der Anilinfarben die Ertragskraft des Färberei- und Textildruckereigeschäfts ab Mitte des 19. Jahrhunderts zu leiden begann. Neben der Konstanzer Fabrik bestanden 1860 noch ein Warenlager in Berlin und Stände auf den Messen in Leipzig und Frankfurt an der Oder.
Zur Reorganisation der Finanzgeschäfte innerhalb der Familie, gründete Moritz Macaire 1836 auf der Konstanzer Dominikanerinsel das Bankhaus „Macaire & Compagnie“. Sein Schwager Friedrich Jerôme Wilhelm Karl Graf von Zeppelin (1807–1886) wurde im selben Jahr Teilhaber der neuen Bank.
1867 erwarb Moritz Macaire für 82.000 Schweizer Franken den „Kunzenhof“ in Kreuzlingen. Doch schon zwei Monate später verstarb er völlig unerwartet. Mit dem Tod des unverheirateten und kinderlosen Moritz Macaire erlosch die Familie Macaire im Mannesstamm.

### Amélie Françoise Pauline Macaire d’Hogguèr
Amélie Françoise Pauline Macaire d’Hogguèr (1816–1852) heiratete 1834 den fürstlich-hohenzollernschen Hofmarschall und Baumwollfabrikanten Friedrich Jerôme Wilhelm Karl Graf von Zeppelin (1807–1886). Verstarb bereits mit 36 Jahren an der Tuberkulose. Über Amélie gelangte ein großer Teil des beträchtlichen Vermögens der Unternehmerfamilie Macaire in den Besitz der Familie der Grafen von Zeppelin.

### Henriette Macaire d’Hogguèr
Henriette Frédérique Macaire d’Hogguèr (1818–1890) heiratete 1838 Henri Auguste Victor de Senarclens de Vufflens (1805–1858), den Besitzer von Schloss Vufflens in Vufflens-le-Château im Kanton Waadt (Schweiz).

## Nachwirkungen
Das Erbe von Moritz Macaire traten dessen beiden Schwestern Amélie und Henriette an. Sie verkauften den Kreuzlinger „Kunzenhof“ 1869 an Graf Eberhard von Zeppelin (1842–1906). Dieser baute seinen neuen Besitz zu einem Schloss aus und benannte ihn, in Anlehnung an seinen Vornamen, in Schloss Ebersberg um.
Der in seinem späteren Leben sehr erfolgreiche Konstanzer Textilunternehmer Ludwig Stromeyer (1852–1931) absolvierte ab 1868 seine Lehrjahre in der Macair’schen Textilfabrik.
Das von Moritz Macaire begründete Bankhaus „Macaire & Compagnie“ wurde nach dessen Tod von Friedrich von Zeppelin weiter betrieben. 1872 trat dessen Sohn, Eberhard von Zeppelin (1842–1906), als Teilhaber in die Bank ein. Im folgenden Jahr wurde Albert von Hofer der erste familienfremde Teilhaber der Bank. Nach Eberhard von Zeppelins Tod 1906 schied die Familie von Zeppelin infolge der Teilung des Erbes Eberhards ganz aus der Bank aus. Bis 1908 von Albert von Hofer weitergeführt, übernahm Carl Firnhaber, zuvor bei der Württembergischen Vereinsbank in Stuttgart, als persönlich haftender Gesellschafter „Macaire & Compagnie“. Schließlich erwarb der aus Gailingen stammende jüdische Kaufmann Ludwig Neuburger (1843–1922) das Bankhaus und verlegte dessen Geschäftssitz von der Dominikanerinsel in ein Gebäude in der Konstanzer Bahnhofstrasse 1. Daneben entstanden noch Niederlassungen in Radolfzell, Überlingen und Pfullendorf. Das Bankhaus „Macaire & Compagnie“ bestand noch bis 1921, als es von der „Süddeutschen Discontogesellschaft“, einem Ableger der „Deutschen Disconto-Gesellschaft“, übernommen wurde. Die Süddeutsche und die Deutsche Diskontogesellschaft fusionierten wiederum 1929 mit der „Deutschen Bank“. Diese unterhält in der Bahnhofstrasse 1 noch heute eine Bankfiliale.
Die sinkende Ertragskraft der Indienne-Fabrik und Indigo-Färberei veranlasste die Erben von Moritz Macaires die Fabrik auf der Dominikanerinsel zu liquidieren. 1870 wurde die Produktion endgültig eingestellt. Im Jahr 1874 verkauften die Erben die Dominikanerinsel für 400.000 Goldmark an eine Aktiengesellschaft, an welcher sie mitbeteiligt waren. Diese Gesellschaft ließ die alten Klostergebäude auf der Dominikanerinsel durch den Stuttgarter Architekten Emil Otto Tafel zu einem erstklassigen Hotel umbauen, welches 1875 eröffnet und 1889–1890 vergrößert wurde. Dabei wurde der Kreuzgang mit Fresken aus der Geschichte der Hotelinsel durch den Historienmaler Carl von Häberlin aus Stuttgart ausgeschmückt. Seit 1966 wird das Hotel als „Steigenberger Inselhotel“ von der „Steigenberger Hotel Group“ geführt.